# Basto (cheval)
Pour les articles homonymes, voir Basto.
Basto (né en 1703 ; mort vers 1723) est un cheval de course britannique de la race des Pur-sang, l'un des chevaux de course les plus célèbres du début du XVIIIe siècle. Il est décrit comme « remarquablement fort... l'un des plus beaux chevaux de sa couleur qui soit jamais apparu dans ce royaume ». 

## Histoire
Basto est un cheval bai-brun, engendré par le Byerley Turk avec Bay Peg, une fille du Leedes Arabian. Son éleveur, Sir William Ramsden, a vendu ce cheval au duc de Devonshire alors qu'il était encore jeune.
Au cours de sa carrière dans le berceau des courses britanniques à Newmarket, il a remporté au moins cinq courses par match (peut-être plus, puisqu'il a couru avant que les records ne soient conservés de manière fiable) contre certains des meilleurs chevaux de son époque. 
Au haras du duc de Devonshire, il a engendré plusieurs juments et poulinières importantes, dont les mères de Old Crab, Blacklegs et Snip. Ses autres descendants comprennent Brown Betty, Coquette et Soreheels,.

## Record de course
| Date          | Nom de la course | Distance (miles) | Piste     | Concurrents | Place | Finaliste                    |
| ------------- | ---------------- | ---------------- | --------- | ----------- | ----- | ---------------------------- |
| Octobre 1708  | Match            | 4                | Newmarket | 2           | 1     | Squirrel du Lord trésorier   |
| Novembre 1708 | Match            | 5                | Newmarket | 2           | 1     | Billy du Lord Trésorier      |
| Mars 1709     | Match            | 4                | Newmarket | 2           | 1     | Chance de Lord Raylton       |
| Octobre 1709  | Match            | 5                | Newmarket | 2           | 1     | Le Tantivy de Mr Pulleine    |
| 1710          | Match            | 4                | Newmarket | 2           | 1     | Marquis de Dorchester, Brisk |